# Sécurité démocratique

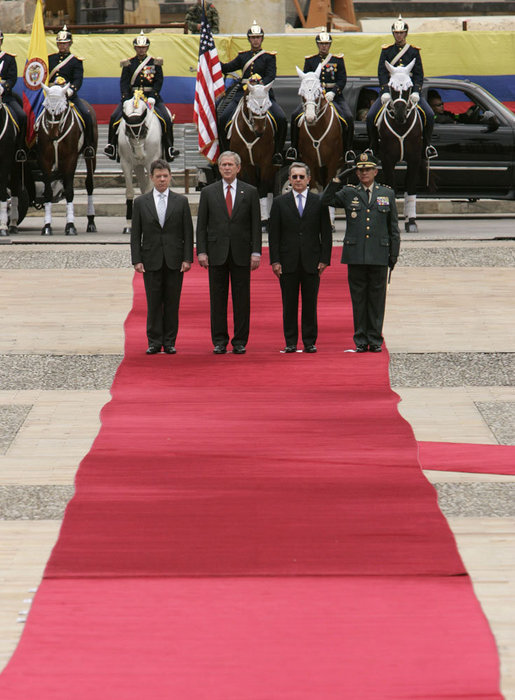
Sécurité démocratique lors d'un déplacement politique.

La sécurité démocratique est la politique menée par le président colombien Álvaro Uribe durant ses deux mandats, de 2002 à 2010. Elle se caractérise par une augmentation massive des effectifs de la force publique (qui passent de 313 406 éléments en 2002 à 441 828 en 2010), une politique intransigeante vis-à-vis des guérillas (FARC, et ELN en particulier), avec le soutien des États-Unis au travers du Plan Colombie. Une autre composante de cette politique est la conciliation avec les paramilitaires des Autodéfenses unies de Colombie (AUC), aboutissant à un accord de paix prévoyant leur désarmement (accord de Santa Fe de Ralito, le 15 juin 2003). 
Cette politique connaît de nombreux succès, en particulier dans le domaine de la lutte contre les guérillas : deux membres du secrétariat des FARC (Raúl Reyes et Iván Ríos) sont tués au combat, le gouvernement reprend le contrôle de la plupart des routes et voies de communication importantes du pays, l'étau de la guérilla est rompu autour des grandes villes comme Bogota ou Medellín (six fronts des FARC étaient actifs autour de la capitale en 2002, plus aucun ne l'est en 2010). Cependant cette politique de répression systématique entraine également la mort de milliers de civils, délibérément massacrés par les forces du gouvernement et présentés comme des guérilleros tués au combat (faux positifs) dans l'intention d'améliorer les statistiques sur les succès de cette politique. Ainsi, jusqu'à 1/3 des guérilleros prétendument tués par l'armée durant les deux mandats successifs du président Uribe pourraient en réalité avoir été des civils. En 2010, le rapporteur spécial de l’Organisation des nations unies (ONU) sur les exécutions extrajudiciaires souligne que « le taux actuel d’impunité en relation avec les exécutions prétendument commises par les forces de sécurité, qui atteint jusqu’à 98,5 % selon des sources crédibles, est trop élevé ». Près de 2 400 000 personnes vivant dans les campagnes ont dû abandonner leur village pendant la présidence d'Álvaro Uribe, certaines pour fuir les affrontements armés, d'autres expulsées par les paramilitaires.
Le bilan de la démobilisation des AUC est contrasté : plus de 30 000 combattants des AUC rendent les armes dans le cadre de processus dit « Justice et paix », associé à une amnistie partielle, mais 4 500 reprennent les armes dans de nouveaux groupes paramilitaires ou liés au narcotrafic dit « bandes émergentes », dont les Águilas Negras, qui recrutent également 6 000 nouveaux combattants.